# ستيفان بيير
ستيفان بيير (بالإنجليزية: Stéphane Pierre)‏ هو لاعب كرة قدم موريشيوسي في مركز الوسط، ولد في 12 أكتوبر 1981 في موريشيوس. شارك مع منتخب موريشيوس لكرة القدم. أما مع النوادي، فقد لعب مع Petite Rivière Noire FC ‏.